# Andrena media
Andrena media är en biart som först beskrevs av Oktawiusz Radoszkowski 1891.
Andrena media ingår i släktet sandbin och familjen grävbin. Inga underarter finns listade i Catalogue of Life.